# Gerechter
Ein Gerechter ist ein Würdentitel eines christlichen Heiligen.
Grundsätzlich werden zwei Arten von Gerechten unterschieden:
1. Heilige des Alten Bundes (des Alten Testaments) werden als Gerechte bezeichnet, insofern sie nicht als Propheten gelten.
2. Heilige der Kirche in der Zeit des Neuen Testaments und danach werden als Gerechte bezeichnet, wenn sie verheiratet waren.